# Championnats du monde de cyclisme en salle
Les championnats du monde de cyclisme en salle (Indoor Cycling World Championships) sont organisés par l'Union cycliste internationale et ont lieu tous les ans vers fin octobre/début novembre. La première édition a lieu à Copenhague en 1956.
Les mondiaux 2023 sont organisés dans le cadre des premiers championnats du monde de cyclisme UCI à Glasgow, qui rassemblent tous les quatre ans treize championnats du monde de cyclisme dans différentes disciplines cyclistes. Cette édition accueille également les premiers championnats du monde de cycle-ball féminin, portant le nombre total de disciplines à sept au programme des mondiaux en salle.

## Cyclisme artistique

### Palmarès masculin
| Année | Lieu                | Or                  | Argent              | Bronze               |
| ----- | ------------------- | ------------------- | ------------------- | -------------------- |
| 1956  | Copenhague          | Arnold Tschopp      | Edi Grommes         | Adolf Pokorny        |
| 1957  | Liège               | Arnold Tschopp      | Werner Vogt         | Holdi Thom           |
| 1958  | Chemnitz            | Heinz Pfeifer       | Arnold Tschopp      | Hebert Wolfgang      |
| 1959  | Stuttgart           | Heinz Pfeifer       | Arnold Tschopp      | Jan Kristufek        |
| 1960  | Mulhouse            | Arnold Tschopp      | Heinz Pfeifer       | Heinz Stapf          |
| 1961  | Saint-Gall          | Arnold Tschopp      | Gerhard Bräuer      | Hans Thissen         |
| 1962  | Vienne              | Arnold Tschopp      | Gerhard Blotny      | Jan Kristufek        |
| 1963  | Bâle                | Arnold Tschopp      | Hans Thissen        | Gerhard Bräuer       |
| 1964  | Copenhague          | Hans Thissen        | Manfred Maute       | Jan Kristufek        |
| 1965  | Prague              | Hans Thissen        | Gerhard Blotny      | Manfred Maute        |
| 1966  | Cologne             | Willi Eichin        | Gerhard Bräuer      | Frantisek Kratochwil |
| 1967  | Baden               | Gerhard Blotny      | Manfred Maute       | Willi Eichin         |
| 1968  | Cassel              | Manfred Maute       | Willi Eichin        | Gerhard Blotny       |
| 1969  | Erfurt              | Gerhard Blotny      | Manfred Maute       | Willi Eichin         |
| 1970  | Ostrava             | Willi Eichin        | Manfred Maute       | Wilko Finke          |
| 1971  | Baden               | Manfred Maute       | Gerhard Obert       | Jan Kristufek        |
| 1972  | Offenbourg          | Manfred Maute       | Gerhard Obert       | Peter Eberhard       |
| 1973  | Vienne              | Gerhard Obert       | Reiner Niedergesäss | Peter Eberhard       |
| 1974  | Heerlen             | Gerhard Obert       | Kurt Hunsänger      | Peter Eberhard       |
| 1975  | Gand                | Gerhard Obert       | Kurt Hunsänger      | Patrik Schwartz      |
| 1976  | Münster             | Kurt Hunsänger      | Gerhard Obert       | Patrik Schwartz      |
| 1977  | Brno                | Kurt Hunsänger      | Patrik Schwartz     | Gerhard Obert        |
| 1978  | Herning             | Kurt Hunsänger      | Franz Kratochwil    | Hansjörg Mohn        |
| 1979  | Schiltigheim        | Franz Kratochwil    | Patrik Schwartz     | Gerhard Obert        |
| 1980  | Rheinfelden         | Franz Kratochwil    | Jürgen Kessler      | Patrik Schwartz      |
| 1981  | Heerlen             | Franz Kratochwil    | Jürgen Kessler      | Markus Maggi         |
| 1982  | Wiesbaden           | Franz Kratochwil    | Markus Maggi        | Jürgen Kessler       |
| 1983  | Vienne              | Peter Nieratschker  | Hermann Martens     | Jürgen Kessler       |
| 1984  | Schiltigheim        | Markus Maggi        | Dietmar Ingelfinger | Jürgen Kessler       |
| 1985  | Saint-Gall          | Markus Maggi        | Jürgen Kessler      | Hermann Martens      |
| 1986  | Genk                | Dieter Maute        | Dietmar Ingelfinger | Roland Fleisch       |
| 1987  | Herning             | Dieter Maute        | Dietmar Ingelfinger | Hermann Martens      |
| 1988  | Ludwigshafen        | Harry Bodmer        | Hermann Martens     | Dieter Maute         |
| 1989  | Heerlen             | Harry Bodmer        | Dieter Maute        | Hermann Martens      |
| 1990  | Bregenz             | Dietmar Ingelfinger | Harry Bodmer        | Hermann Martens      |
| 1991  | Brno                | Harry Bodmer        | Dieter Maute        | Hermann Martens      |
| 1992  | Zurich              | Harry Bodmer        | Dieter Maute        | Lionel Schwer        |
| 1993  | Hong Kong           | Dieter Maute        | Jens Schmitt        | Christian Wilhelm    |
| 1994  | Sarrebruck          | Dieter Maute        | Jens Schmitt        | José Arellano        |
| 1995  | Épinal              | Dieter Maute        | Jens Schmitt        | José Arellano        |
| 1996  | Johor Bahru         | Jens Schmitt        | Joachim Wesner      | José Arellano        |
| 1997  | Winterthour         | Martin Rominger     | Jens Schmitt        | Hannes Mähr          |
| 1998  | Přerov              | Martin Rominger     | Jens Schmitt        | Hannes Mähr          |
| 1999  | Madère              | Martin Rominger     | José Arellano       | Hannes Mähr          |
| 2000  | Böblingen           | Martin Rominger     | Matthias Letsch     | Milan Krivanek       |
| 2001  | Kaseda              | Martin Rominger     | José Arellano       | Matthias Letsch      |
| 2002  | Dornbirn            | Martin Rominger     | Arnost Pokorny      | Milan Krivanek       |
| 2003  | Schiltigheim        | Martin Rominger     | Robin Hartmann      | Arnost Pokorny       |
| 2004  | Tata                | Arnost Pokorny      | Robin Hartmann      | Steffen Hain         |
| 2005  | Fribourg-en-Brisgau | David Schnabel      | Robin Hartmann      | Milan Křivánek       |
| 2006  | Chemnitz            | David Schnabel      | Florian Blab        | Robin Hartmann       |
| 2007  | Winterthour         | Robin Hartmann      | David Schnabel      | Michael Brugger      |
| 2008  | Dornbirn            | David Schnabel      | Florian Blab        | Robin Hartmann       |
| 2009  | Tavira              | David Schnabel      | Florian Blab        | Samuel Yu            |
| 2010  | Stuttgart           | David Schnabel      | Florian Blab        | Wong Hang Cheong     |
| 2011  | Kagoshima           | David Schnabel      | Florian Blab        | Wong Hang Cheong     |
| 2012  | Aschaffenburg       | David Schnabel      | Florian Blab        | Yannick Martens      |
| 2013  | Bâle                | David Schnabel      | Michael Niedermeier | Wong Chin To         |
| 2014  | Brno                | Michael Niedermeier | Simon Puls          | Wong Chin To         |
| 2015  | Johor               | Michael Niedermeier | Simon Puls          | Wong Chin To         |
| 2016  | Stuttgart           | Lukas Kohl          | Michael Niedermeier | Yannick Martens      |
| 2017  | Dornbirn            | Lukas Kohl          | Moritz Herbst       | Wong Chin To         |
| 2018  | Liège               | Lukas Kohl          | Moritz Herbst       | Wong Chin To         |
| 2019  | Bâle                | Lukas Kohl          | Marcel Jüngling     | Wong Chin To         |
| 2021  | Stuttgart           | Lukas Kohl          | Max Maute           | Emilio Arellano      |
| 2022  | Gand                | Lukas Kohl          | Marcel Jüngling     | Emilio Arellano      |
| 2023  | Glasgow             | Lukas Kohl          | Philipp-Thies Rapp  | Emilio Arellano      |
| 2024  | Brême               | Emiliano Arellano   | Philipp-Thies Rapp  | Lukas Kohl           |

### Palmarès féminin

#### Individuel
| Année | Lieu                | Or                        | Argent                | Bronze                |
| ----- | ------------------- | ------------------------- | --------------------- | --------------------- |
| 1959  | Stuttgart           | Edith Beneke              | Käthi Wahl            | Ursula Beckers        |
| 1960  | Mulhouse            | Anna Matouskova           | Edith Manthey         | Ursula Beckers        |
| 1961  | Saint-Gall          | Gisela Florack            | Edith Manthey         | Annerose Loesch       |
| 1962  | Vienne              | Gisela Florack            | Gerhild Bauer         | Annerose Loesch       |
| 1963  | Bâle                | Gerhild Bauer             | Edith Manthey         | Annerose Loesch       |
| 1964  | Copenhague          | Gerhild Bauer             | Annemarie Fehr        | Anna Matouskova       |
| 1965  | Prague              | Annemarie Fehr            | Gerhild Bauer         | Anna Matouskova       |
| 1966  | Cologne             | Gerhild Bauer             | Anna Matouskova       | Annemarie Fehr        |
| 1967  | Baden               | Anna Matouskova           | Hildegard Laigre      | Annemarie Flaig       |
| 1968  | Cassel              | Annemarie Flaig           | Anna Matouskova       | Hildegard Laigre      |
| 1969  | Erfurt              | Annemarie Flaig           | Anna Matouskova       | Elisabeth Binanzer    |
| 1970  | Ostrava             | Annemarie Flaig           | Anna Matouskova       | Hildegard Laigre      |
| 1971  | Baden               | Annemarie Flaig-Schlosser | Anna Matouskova       | Hildegard Laigre      |
| 1972  | Offenbourg          | Annemarie Flaig-Schlosser | Anna Matouskova       | Elisabeth Binanzer    |
| 1973  | Vienne              | Elisabeth Binanzer        | Anna Matouskova       | Edith Westhäuser      |
| 1974  | Heerlen             | Anna Matouskova           | Elisabeth Binanzer    | Gabi Höhler           |
| 1975  | Gand                | Anna Matouskova           | Regina Jisra          | Gabi Höhler           |
| 1976  | Münster             | Anna Matouskova           | Edith Westhäuser      | Lea Horvathova        |
| 1977  | Brno                | Anna Matouskova           | Edith Westhäuser      | Gabi Höhler           |
| 1978  | Herning             | Gabi Höhler               | Anna Matouskova       | Gudrun Lorenz         |
| 1979  | Schiltigheim        | Anna Matouskova           | Eliane Maggi          | Silvia Steiner        |
| 1980  | Rheinfelden         | Eliane Maggi              | Regina Jisra          | Lea Horvathova        |
| 1981  | Heerlen             | Petra Bender              | Regina Jisra          | Eliane Maggi          |
| 1982  | Wiesbaden           | Maria Beerlage            | Petra Bender          | Eliane Maggi          |
| 1983  | Vienne              | Maria Beerlage            | Danuse Hajkova        | Ursula Pfaff          |
| 1984  | Schiltigheim        | Gudrun Regele             | Maria Beerlage        | Danuse Hajkova        |
| 1985  | Saint-Gall          | Eliane Maggi              | Gudrun Regele         | Danuse Hajkova        |
| 1986  | Genk                | Heike Marklein            | Danuse Hajkova        | Jana Popsilova        |
| 1987  | Herning             | Marianne Martens          | Heike Marklein        | Dana Hrdlickova       |
| 1988  | Ludwigshafen        | Marianne Martens          | Heike Marklein        | Iris Kurz             |
| 1989  | Heerlen             | Heike Marklein            | Iris Kurz             | Marianne Martens      |
| 1990  | Bregenz             | Claudia Dreher            | Marianne Martens      | Iris Kurz             |
| 1991  | Brno                | Iris Kurz                 | Andrea Barth          | Sabine Franz          |
| 1992  | Zurich              | Iris Kurz                 | Andrea Barth          | Leona Souskova        |
| 1993  | Hong Kong           | Iris Kurz                 | Andrea Barth          | Leona Souskova        |
| 1994  | Sarrebruck          | Andrea Barth              | Iris Kurz             | Martina Štepánková    |
| 1995  | Épinal              | Andrea Barth              | Sonja Bissinger       | Leona Souskova        |
| 1996  | Johor Bahru         | Andrea Barth              | Martina Štepánková    | Daniela Keller        |
| 1997  | Winterthour         | Sandra Schlosser          | Martina Štepánková    | Sonja Bissinger       |
| 1998  | Přerov              | Martina Štepánková        | Sonja Bissinger       | Astrid Ruckaberle     |
| 1999  | Madère              | Martina Štepánková        | Sandra Schlosser      | Astrid Ruckaberle     |
| 2000  | Böblingen           | Astrid Ruckaberle         | Martina Štepánková    | Sandra Schlosser      |
| 2001  | Kaseda              | Astrid Ruckaberle         | Martina Štepánková    | Nicole Krautwurst     |
| 2002  | Dornbirn            | Martina Štepánková        | Astrid Ruckaberle     | Silke Gaiser          |
| 2003  | Schiltigheim        | Astrid Ruckaberle         | Corinna Hein          | Martina Štepánková    |
| 2004  | Tata                | Claudia Wieland           | Corinna Hein          | Sarah Kohl            |
| 2005  | Fribourg-en-Brisgau | Claudia Wieland           | Sandra Beck           | Denise Boller         |
| 2006  | Chemnitz            | Sarah Kohl                | Claudia Wieland       | Sandra Beck           |
| 2007  | Winterthour         | Anja Scheu                | Sarah Kohl            | Sandra Beck           |
| 2008  | Dornbirn            | Anja Scheu                | Sandra Beck           | Marion Kleinschwärzer |
| 2009  | Tavira              | Corinna Hein              | Sandra Beck           | Denise Boller         |
| 2010  | Stuttgart           | Denise Boller             | Marion Kleinschwärzer | Corinna Hein          |
| 2011  | Kagoshima           | Corinna Hein              | Sandra Beck           | Nikola Lebankova      |
| 2012  | Aschaffenburg       | Corinna Hein              | Sandra Beck           | Adriana Mathis        |
| 2013  | Bâle                | Corinna Hein              | Lisa Hattemer         | Seraina Waibel        |
| 2014  | Brno                | Corinna Biethan           | Adriana Mathis        | Nicole Frybortova     |
| 2015  | Johor               | Adriana Mathis            | Nicole Frybortova     | Lisa Hattemer         |
| 2016  | Stuttgart           | Lisa Hattemer             | Viola Brand           | Nicole Frybortova     |
| 2017  | Dornbirn            | Milena Slupina            | Viola Brand           | Adriana Mathis        |
| 2018  | Liège               | Iris Schwarzhaupt         | Milena Slupina        | Adriana Mathis        |
| 2019  | Bâle                | Milena Slupina            | Viola Brand           | Lorena Schneider      |
| 2021  | Stuttgart           | Milena Slupina            | Lara Füller           | Alessa Hotz           |
| 2022  | Gand                | Jana Pfann                | Ramona Dandl          | Alessa Hotz           |
| 2023  | Glasgow             | Ramona Dandl              | Lara Füller           | Lorena Schneider      |
| 2024  | Brême               | Lara Füller               | Jana Pfann            | Lorena Schneider      |

#### Paires

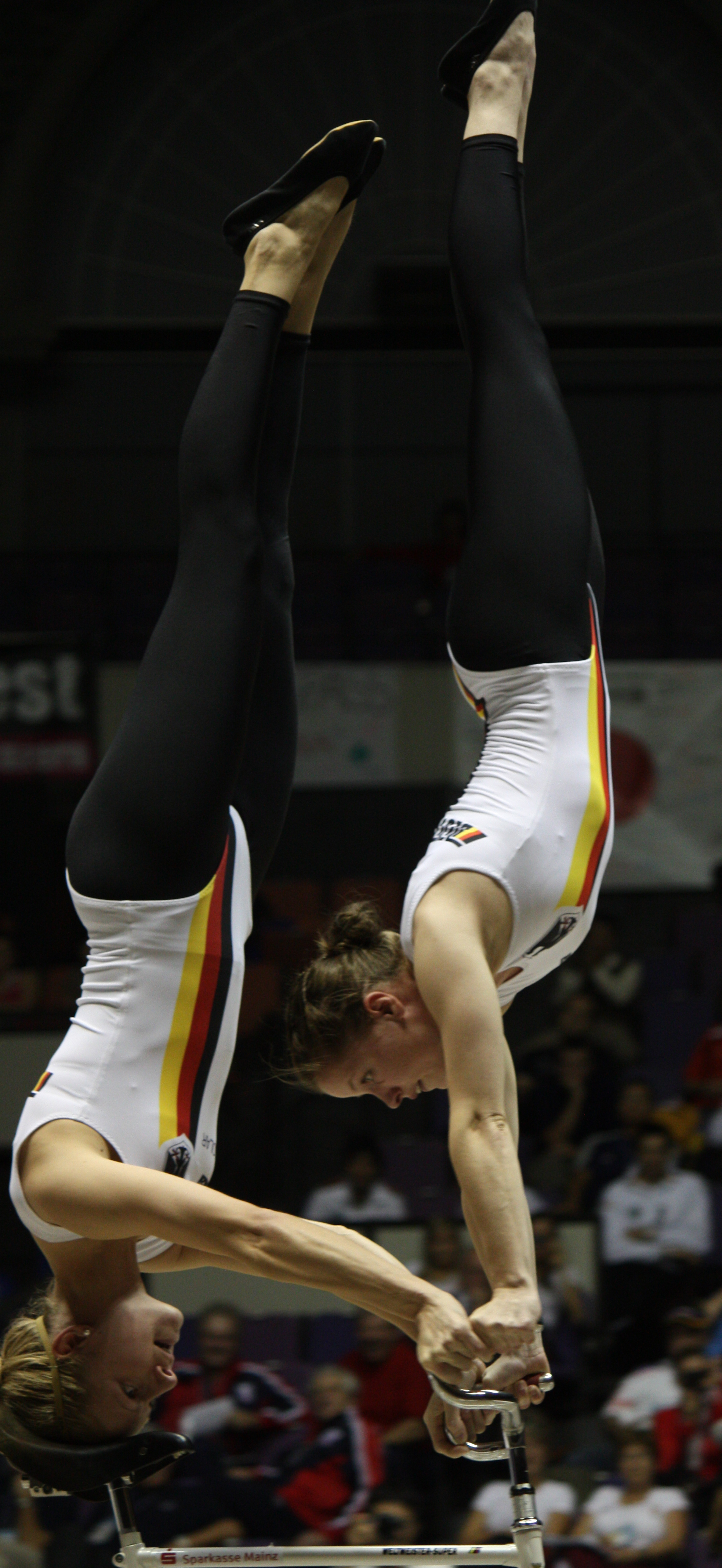
Compétitrices en duo

| Année | Lieu          | Or                                            | Argent                                        | Bronze                               |              |
| ----- | ------------- | --------------------------------------------- | --------------------------------------------- | ------------------------------------ | ------------ |
| 1960  |               | Klemm et Ganz                                 |                                               |                                      |              |
| 1961  | Pas organisé  | Pas organisé                                  | Pas organisé                                  | Pas organisé                         | Pas organisé |
| 1962  |               | Klemm et Ganz                                 |                                               |                                      |              |
| 1963  | Pas organisé  | Pas organisé                                  | Pas organisé                                  | Pas organisé                         | Pas organisé |
| 1964  | Pas organisé  | Pas organisé                                  | Pas organisé                                  | Pas organisé                         | Pas organisé |
| 1965  | Prague        | Schneider et Diehl                            | Laigre et Terbeck                             | Motes et Höhne                       |              |
| 1966  | Cologne       | Laigre/Moritz                                 | Türk/Franko                                   | Motes/Höhne                          |              |
| 1967  | Baden         | Laigre/Feldbusch                              | Türk/Franko                                   | Vreny Mohn/Susi Mohn                 |              |
| 1968  | Kassel        | Laigre/Feldbusch                              | Türk/Franko                                   | May/May                              |              |
| 1969  | Erfurt        | Helga Liebenow/Annette Baier                  | Laigre/Feldbusch                              | Kachel Drutschmann                   |              |
| 1970  | Ostrava       | Laigre / Moritz                               | Helga Liebenow / Annette Baier                | Seidel / Schuhmann                   |              |
| 1971  | Baden         | Helga Liebenow/ Annette Baier                 | Laigre/ Moritz                                | Ruzickova / Sladovnikova             |              |
| 1972  | Offenbourg    | Helga Liebenow / Annette Baier                | Laigre / Moritz                               | Ruzickova / Sladovnikova             |              |
| 1973  | Vienne        | Laigre / Moritz                               | Helga Liebenow / Annette Rogles               | Ruzickova / Sladovnikova             |              |
| 1974  | Heerlen       | Helga Liebenow / Annette Rogles               | Monika Hage / Karin Miesner                   | Ruzickova / Sladovnikova             |              |
| 1975  | Gent          | Monika Hage / Karin Miesner                   | Sicking / Sicking                             | Ruzickova / Sladovnikova             |              |
| 1976  | Münster       | Karin Mathes / Gudrun Mathes                  | Monika Rieke geb. Hage/ Karin Miesner         | Ruzickova / Sladovnikova             |              |
| 1977  | Brno          | Karin Mathes / Gudrun Mathes                  | Chrisem / Eichenberger                        | Ruzickova / Sladovnikova             |              |
| 1978  | Herning       | Ruth Jiskra / Ute Jiskra                      | Karin Mathes / Gudrun Mathes                  | Ruzickova / Sladovnikova             |              |
| 1979  | Schiltigheim  | Birgit Stauch-Tschakert / Ute Stauch-Schauder | Ruth Jiskra / Ute Jiskra                      | Margarethe Lins / Ulrike Hugl        |              |
| 1980  | Rheinfelden   | Ruth Jiskra / Ute Jiskra                      | Birgit Stauch-Tschakert / Ute Stauch-Schauder | Brigitte Franz / Sabine Franz        |              |
| 1981  | Heerlen       | Ruth Jiskra / Ute Jiskra                      | Birgit Stauch-Tschakert / Ute Stauch-Schauder | Brigitte Franz / Sabine Franz        |              |
| 1982  | Wiesbaden     | Ina Maas / Anja Maas                          | Birgit Stauch-Tschakert / Ute Stauch-Schauder | Brigitte Franz / Sabine Franz        |              |
| 1983  | Vienne        | Manuela Kramp / Stefanie Teuber               | Brigitte Franz / Sabine Franz                 | Martina Heimpel / Hildegard Wahl     |              |
| 1984  | Schiltigheim  | Brigitte Franz / Sabine Franz                 | Martina Heimpel / Hildegard Wahl              | Manuela Kramp / Stefanie Teuber      |              |
| 1985  | Saint-Gall    | Manuela Kramp / Stefanie Teuber               | Brigitte Franz / Sabine Franz                 | Wesche / Mües                        |              |
| 1986  | Genk          | Manuela Kramp / Stefanie Teuber               | Brigitte Franz / Sabine Franz                 | Martens / Obrecht                    |              |
| 1987  | Herning       | Brigitte Franz / Sabine Franz                 | Daniela Krauter / Sandra Kienle               | Simone Liebenow / Claudia Horner     |              |
| 1988  | Ludwigshafen  | Martina Heimpel / Hildegard Wahl              | Sigrid Kiefer / Ulrike Meyer                  | Ivone Carvalho / Carmen Carvalho     |              |
| 1989  | Heerlen       | Doris te Vrugt / Sabine Ostendorf             | Edita Jelinkova/Lenka Kosova                  | Ivone Carvalho / Carmen Carvalho     |              |
| 1990  | Bregenz       | Angelika Ziegler / Sylvia Steegmüller         | Ivone Carvalho / Carmen Carvalho              | Sigrid Hupfer / Ulrike Meyer         |              |
| 1991  | Brno          | Ivone Carvalho / Carmen Carvalho              | Astrid Schröck / Sandra Nussbaum              | Claudia Gut / Monika Keller          |              |
| 1992  | Zurich        | Wittig / Heller                               | Angelika Ziegler/Sylvia Steegmüller           | Ivone Carvalho / Carmen Carvalho     |              |
| 1993  | Hong Kong     | Ivone Carvalho / Carmen Carvalho              | Ute Bihler / Renate Truppe                    | Susanne Müller / Kerstin Rösner      |              |
| 1994  | Saarbrücken   | Angelika Ziegler / Sylvia Steegmüller         | Ute Bihler / Renate Truppe                    | Blanka Pospisilova / Sarka Jelinkova |              |
| 1995  | Epinal        | Angelika Ziegler / Sylvia Steegmüller         | Susanne Seifert / Kerstin Stark               | Ivone Carvalho / Carmen Carvalho     |              |
| 1996  | Johor Bahru   | Susanne Seifert / Kerstin Stark               | Blanka Pospisilova / Sarka Jelinkova          | Heike Müller / Marika Müller         |              |
| 1997  | Winterthur    | Jäger / Schelshorn                            | Ivone Carvalho / Carmen Carvalho              | Heike Müller / Marika Müller         |              |
| 1998  | Prerov        | Ivone Carvalho / Carmen Carvalho              | Heike Müller / Marika Müller                  | Blanka Neuschlova / Sarka Janeckova  |              |
| 1999  | Madeira       | Sabrina Theiner / Sarah Kohl                  | Eva Breitenbach / Yvonne Breitenbach          | Blanka Neuschlova / Sarka Janeckova  |              |
| 2000  | Böblingen     | Ivone Carvalho / Carmen Carvalho              | Blanka Neuschlova / Sarka Janeckova           | Sandra Steegmüller / Katrin Ludwig   |              |
| 2001  | Kaseda        | Sandra Steegmüller / Katrin Ludwig            | Eva Breitenbach / Yvonne Breitenbach          | Eliane Zeller / Petra Storchenegger  |              |
| 2002  | Dornbirn      | Carolin Ingelfinger / Katja Knaack            | Manuela Schönberger / Silke Gaiser            | Seraina Stahel / Letizia Stahel      |              |
| 2003  | Schiltigheim  | Carolin Ingelfinger / Katja Knaack            | Nadine Wöhler / Katharina Urban               | Andrea Petrickova / Iva Valesova     |              |
| 2004  | Tata          | Carolin Ingelfinger / Katja Knaack            | Katrin Schultheis / Sandra Sprinkmeier        | Andrea Petrickova / Iva Valesova     |              |
| 2005  | Fribourg      | Carolin Ingelfinger / Katja Knaack            | Katrin Schultheis / Sandra Sprinkmeier        | Eliane Zeller / Petra Storchenegger  |              |
| 2006  | Chemnitz      | Carolin Ingelfinger / Katja Knaack            | Katrin Schultheis / Sandra Sprinkmeier        | Barbara Morf / Franziska Geier       |              |
| 2007  | Winterthur    | Katrin Schultheis / Sandra Sprinkmeier        | Jasmin Soika / Katharina Wurster              | Andrea Petríckova / Iva Valesová     |              |
| 2008  | Dornbirn      | Katrin Schultheis / Sandra Sprinkmeier        | Jasmin Soika / Katharina Wurster              | Barbara Morf / Nina Bommeli          |              |
| 2009  | Tavira        | Katrin Schultheis / Sandra Sprinkmeier        | Julia Thürmer / Nadja Thürmer                 | Barbara Morf / Nina Bommeli          |              |
| 2010  | Stuttgart     | Jasmin Soika / Katharina Wurster              | Katrin Schultheis / Sandra Sprinkmeier        | Barbara Morf / Nina Bommeli          |              |
| 2011  | Kagoshima     | Katrin Schultheis / Sandra Sprinkmeier        | Jasmin Soika / Katharina Wurster              | Andrea Petríckova / Iva Valesová     |              |
| 2012  | Aschaffenburg | Katrin Schultheis / Sandra Sprinkmeier        | Jasmin Soika / Katharina Wurster              | Darinka Puhr / Nadina Gasser         |              |
| 2013  | Bâle          | Jasmin Soika / Katharina Wurster              | Katrin Schultheis / Sandra Sprinkmeier        | Bettina Weber / Anja Weber           |              |
| 2014  | Brünn         | Katrin Schultheis / Sandra Sprinkmeier        | Jasmin Soika / Katharina Wurster              | Bettina Weber / Anja Weber           |              |
| 2015  | Johor Bahru   | Julia Thürmer / Nadja Thürmer                 | Lena Bringsken / Lisa Bringsken               | Fabienne Gamper / Rahel Nägele       |              |
| 2016  | Stuttgart     | Julia Thürmer / Nadja Thürmer                 | Lena Bringsken / Lisa Bringsken               | Fabienne Gamper / Rahel Nägele       |              |
| 2017  | Dornbirn      | Julia Thürmer / Nadja Thürmer                 | Lena Bringsken / Lisa Bringsken               | Fabienne Gamper / Rahel Nägele       |              |
| 2018  | Liège         | Lena Bringsken / Lisa Bringsken               | Sophie-Marie Nattmann / Caroline Wurth        | Rosa Kopf / Svenja Bachmann          |              |
| 2019  | Bâle          | Lena Bringsken / Lisa Bringsken               | Sophie-Marie Nattmann / Caroline Wurth        | Rosa Kopf / Svenja Bachmann          |              |
| 2021  | Stuttgart     | Selina Marquardt / Helen Vordermeier          | Sophie-Marie Wöhrle / Caroline Wurth          | Rosa Kopf / Svenja Bachmann          |              |
| 2022  | Gand          | Sophie-Marie Wöhrle / Caroline Wurth          | Selina Marquardt / Helen Vordermeier          | Rosa Kopf / Svenja Bachmann          |              |
| 2023  | Glasgow       | Selina Marquardt / Helen Vordermeier          | Rosa Kopf / Svenja Bachmann                   | Sina Bäggli / Julia Hämmerli         |              |
| 2024  | Brême         | Henny Kirst / Antonia Bärk                    | Kim Leah Schlüter / Nele Jodeleit             | Simona Lucca / Larissa Tanner        |              |

#### Quatuor
| Année | Lieu                | Or                                                                                        | Argent                                                                               | Bronze                                                                             |
| ----- | ------------------- | ----------------------------------------------------------------------------------------- | ------------------------------------------------------------------------------------ | ---------------------------------------------------------------------------------- |
| 2000  | Böblingen           | I.Carvalho, C.Carvallo-Becker, A.Pawletta, C.Pawletta – Liemer RC                         | Ursi Caflisch, Nicole Kaufmann, Patricia Kottmann, Martina Walti                     |                                                                                    |
| 2001  | Kaseda              | Sandra Posch, Petra Kollmer, Martina Werndl, Christine Antje Wirth –RSV Steinhoering      | Petra Storchenegger, Eliane Zeller, Jeanette Schneider, Sabrina Lenherr              | Kathrin Hagen, Melanie Melbinger, Silke Melbinger, Martina Schwar – RMV Hohenems   |
| 2002  | Dornbirn            | Michaela Bodmeier, Martina Grimm, Sandra Posch, Stefanie Sackheim –RSV Steinhoering       | Petra Storchenegger, Eliane Zeller, Jeanette Schneider, Sabrina Lenherr              | Kathrin Hagen, Melanie Melbinger, Silke Melbinger, Martina Schwar – RMV Hohenems   |
| 2003  | Schiltigheim        | Eliane Zeller, Petra Storchenegger, Jeanette Schneider, Sabrina Lenherr                   | Katja Gaißer, Simone Rudolf, Christine Zimmermann, Manuela Dieterle – RMSV Aach      | Kathrin Hagen, Melanie Melbinger, Silke Melbinger, Martina Schwar – RMV Hohenems   |
| 2004  | Tata                | Eliane Zeller, Petra Storchenegger, Jeanette Schneider, Sabrina Lenherr                   | Katja Gaißer, Simone Rudolf, Christine Zimmermann, Manuela Dieterle – RMSV Aach      | Marketa Toboliková, Jana Oplocká, Katerina Pribylová, Michaela Matousková          |
| 2005  | Fribourg-en-Brisgau | Marketa Toboliková, Jana Oplocká, Katerina Pribylová, Michaela Matousková                 | Kathrin Hagen, Melanie Melbinger, Silke Melbinger, Martina Schwar – RMV Hohenems     | Daniela Keller, Corinna Paul, Doris Roth, Angela Bollinger                         |
| 2006  | Chemnitz            | Wöhler/ Carvalho/ Carvallo-Becker/ Pawletta – Liemer RC                                   | Pribylova/ Tobolikova/ Oplocka/ Matouskova                                           | Daniela Keller, Corinna Paul, Doris Roth, Angela Bollinger                         |
| 2007  | Winterthour         | Manuela Dieterle, Katja Gaißer, Ines Rudolf, Simone Rudolf                                | Kathrin Hagen, Melanie Melbinger, Silke Melbinger, Martina Schwar – RMV Hohenems     | Daniela Keller, Corinna Paul, Doris Roth, Angela Bollinger                         |
| 2008  | Dornbirn            | Kathrin Hagen, Melanie Melbinger, Silke Melbinger, Martina Schwar – RMV Hohenems          | Manuela Dieterle, Katja Gaißer, Ines Rudolf, Simone Rudolf – RMSV Aach               | Anja Gollmann, Andrea Keller, Maura Stiefel, Nora Willener – Kunstradfahrer Luzern |
| 2009  | Tavira              | Manuela Dieterle, Katja Gaißer, Ines Rudolf, Simone Rudolf – RMSV Aach                    | Kathrin Hagen, Melanie Melbinger, Silke Melbinger, Martina Schwar – RMV Hohenems     | Anja Gollmann, Andrea Keller, Maura Stiefel, Nora Willener – Kunstradfahrer Luzern |
| 2010  | Stuttgart           | Katharina Gülich, Sonja Mauermeier, Ramona Strassner, Ruth-Maria Weiand – RSV Steinhöring | Martina Diem, Tanja Hutter, Joana Loureiro da Costa, Claudia Mathis – RV Hohenems    | Anja Gollmann, Andrea Keller, Maura Stiefel, Nora Willener – Kunstradfahrer Luzern |
| 2011  | Kagoshima           | Katharina Gülich, Sonja Mauermeier, Ramona Strassner, Christina Posch– RSV Steinhöring    | Carolin Noll, Andrea Keller, Maura Stiefel, Nora Willener – Kunstradfahrer Luzern    | Korina Vas, Dora Szabo, Viktoria Csente, Alica Vincze                              |
| 2012  | Aschaffenburg       | Katharina Gülich, Sonja Mauermeier, Ramona Strassner, Christina Posch– RSV Steinhöring    | Carolin Noll, Andrea Schilling, Maura Stiefel, Nora Willener – Kunstradfahrer Luzern | Nina Klammsteiner, Marion Müller, Elisa Klammsteiner, Anna Pircher                 |
| 2013  | Bâle                | Katharina Gülich, Sonja Mauermeyer, Anja Sporer, Christina Posch – RSV Steinhöring        | Carolin Noll, Andrea Schillig, Maura Stiefel, Nora Willener – Kunstradfahrer Luzern  | Nina Klammsteiner, Marion Müller, Elisa Klammsteiner, Anna Pircher                 |
| 2014  | Brünn               | Céline Burlet, Flavia Zuber, Melanie Schmid und Jennifer Schmid                           | Nelly Ludwig, Anja Fahrion, Sandra Möbus und Janina Raisch – RKV Denkendorf          | Alice Stampach, Anna Pircher, Marion Müller, Julia Wetzel                          |
| 2015  | Johor               | Katharina Gülich, Christine Posch, Michaela Schweiger, Ramona Ressel– RSV Steinhöring     | Celine Burlet, Jennifer Schmid, Melanie Schmid, Flavia Zuber – RV Sirnach            | Alica Vincze, Molnar Bagita, Viktoria Glofac, Dora Szabo - SKC Kolarovo            |
| 2016  | Stuttgart           | Celine Burlet, Jennifer Schmid, Melanie Schmid, Flavia Zuber– RSV Steinhöring             | Katharina Gülich, Christine Posch, Ramona Strassner, Ramona Ressel – RV Sirnach      | Alica Vincze, Henrietta Domin, Viktoria Glofac, Dora Szabo - SKC Kolarovo          |
| 2017  | Dornbirn            | Celine Burlet, Jennifer Schmid, Melanie Schmid, Flavia Zuber– RSV Steinhöring             | Katharina Gülich, Michaela Schweiger, Ramona Strassner, Ramona Ressel – RV Sirnach   | Alica Vincze, Henrietta Domin, Viktoria Glofac, Dora Szabo - SKC Kolarovo          |
| 2018  | Liège               | Katharina Güllich, Julia Dörner, Annamaria Milo, Ramona Ressel – RSV Steinhöring          | Céline Burlet, Jennifer Schmid, Melanie Schmid, Flavia Zuber – RV Sirnach            | Leonie Huber, Lea Schneider, Lukas Schneider, Julia Wetzel                         |
| 2019  | Bâle                | Elena Fischer, Vanessa Hotz, Saskia Grob, Stefanie Moos                                   | Nora Erbenich, Sabrina Born, Annika Furch, Hannah Rohrwick                           | Leonie Huber, Lea Schneider, Lukas Schneider, Julia Wetzel                         |
| 2021  | Stuttgart           | Nora Erbenich, Sabrina Born, Annika Furch, Hannah Rohrwick                                | Leonie Huber, Lea Schneider, Lukas Schneider, Julia Wetzel                           | Ronja Zünd, Fabienne Haas, Laura Tarneller, Nadine Bissegger                       |
| 2022  | Gand                | Tijem Karatas, Annika Rosenbach, Stella Rosenbach et Milena Schwarz                       | Vanessa Hotz, Stefanie Moos, Flavia Schürmann et Carole Ledergeber                   | Cheuk Lam, Wong Cheuk Sze, Ho Dong Qing et Lam Cheuk Yu                            |
| 2023  | Glasgow             | Vanessa Hotz, Stefanie Moos, Flavia Schürmann et Carole Ledergeber                        | Tijem Karatas, Annika Rosenbach, Stella Rosenbach et Milena Schwarz                  | Lea Morscher, Annika Pichler, Anna Pircher et Laura Schnetzer                      |
| 2024  | Brême               | Stefanie Haas, Sarah Manser, Selina Niedermann et Valerie Unternährer                     | Tijem Karatas, Svenja Kraus, Stella Rosenbach et Milena Schwarz                      | Lea Morscher, Annika Pichler, Anna Pircher et Laura Schnetzer}                     |

### Palmarès Open

#### Paires
| Année | Lieu            | Or                                  | Argent                                | Bronze                                   |
| ----- | --------------- | ----------------------------------- | ------------------------------------- | ---------------------------------------- |
| 1958  | Karl-Marx-Stadt | Stapf et Schröder                   | Binder et Plewa                       | Helmut Pittermann et Horst Schrödter     |
| 1959  | Stuttgart       | Monschau et Weinreis                | Helmut Pittermann et Horst Schrödter  | Adrians et Romerskirchen                 |
| 1960  | Mülhausen       | Monschau et Weinreis                | Krüsi et Spiess                       | Hohnadel et Maechling                    |
| 1961  | Saint-Gall      | Binder et Plewa                     | Monschau et Weinreis                  | Koch et Koch                             |
| 1962  | Vienne          | Binder et Plewa                     | Helmut Pittermann et Horst Schrödter  | Monschau et Weinreis                     |
| 1963  | Bâle            | Binder et Plewa                     | Helmut Pittermann et Horst Schrödter  | Koch et Koch                             |
| 1964  | Copenhague      | Monschau et Weinreis                | Kaiser et Letzig                      |                                          |
| 1965  | Prague          | Monschau et Weinreis                | Helmut Pittermann et Horst Schrödter  | Kaiser et Letzig                         |
| 1966  | Cologne         | Monschau et Weinreis                | Vollmer et Metz                       | Helmut Pittermann et Horst Schrödter     |
| 1967  | Baden           | Monschau et Weinreis                | Vollmer et Metz                       | Rohner et Spiess                         |
| 1968  | Kassel          | Kaiser et Wenz                      | Monschau et Weinreis                  | Gert Fleisch et Roland Fleisch           |
| 1969  | Erfurt          | Kral et Lauterbach                  | Röhr et Röhr                          | Monschau et Weinreis                     |
| 1970  | Ostrava         | Vollmer et Metz                     | Monschau et Weinreis                  | Kral et Lauterbach                       |
| 1971  | Baden           | Vollmer et Metz                     | Monschau et Weinreis                  | Imhof et Mohn                            |
| 1972  | Offenbourg      | Monschau/Weinreis                   | Ott et Rogles                         | Imhof et Mohn                            |
| 1973  | Vienne          | Ott et Rogles                       | Vollmer et Metz                       | Imhof et Mohn                            |
| 1974  | Heerlen         | Ott et Rogles                       | Vollmer et Metz                       | Imhof et Mohn                            |
| 1975  | Gand            | Reinhold Korn et Rudolf Fries       | Vollmer et Metz                       | Rechtold et Rechtold                     |
| 1976  | Münster         | Reinhold Korn et Rudolf Fries       | Vollmer et Metz                       | Imhof et Mohn                            |
| 1977  | Brünn           | Reinhold Korn et Rudolf Fries       | Ott et Fissler                        | Imhof et Maggi                           |
| 1978  | Herning         | Reinhold Korn et Rudolf Fries       | Ott et Fissler                        | Imhof et Mohn                            |
| 1979  | Schiltigheim    | Reinhold Korn et Rudolf Fries       | Rolf Halter et Helmut Schneider       | Kühne et Kühne                           |
| 1980  | Rheinfelden     | Reinhold Korn et Rudolf Fries       | Ott et Fissler                        | Kühne et Kühne                           |
| 1981  | Heerlen         | Rolf Halter et Helmut Schneider     | Wolfgang Frankort et Walter Frankort  | Gert Fleisch et Roland Fleisch           |
| 1982  | Wiesbaden       | Rolf Halter et Helmut Schneider     | Merget et Reinhold Korn               | Gert Fleisch et Roland Fleisch           |
| 1983  | Vienne          | Rolf Halter et Helmut Schneider     | Gert Fleisch et Roland Fleisch        | Merget et Reinhold Korn                  |
| 1984  | Schiltigheim    | Markus Dreher et Armin Jurisch      | Berger et Kellner                     | Gert Fleisch et Roland Fleisch           |
| 1985  | St.Gallen       | Markus Dreher et Armin Jurisch      | Berger et Kellner                     | Gert Fleisch et Roland Fleisch           |
| 1986  | Genk            | Markus Dreher et Armin Jurisch      | Matthias Schlecht et Michael Böpple   | Gert Fleisch et Roland Fleisch           |
| 1987  | Herning         | Markus Dreher et Armin Jurisch      | Matthias Schlecht et Michael Böpple   | Gert Fleisch et Roland Fleisch           |
| 1988  | Ludwigshafen    | Markus Dreher et Armin Jurisch      | Gebrüder Weil                         | C. Cabourg et C. Jaros                   |
| 1989  | Heerlen         | Gebrüder Weil                       | Matthias Schlecht et Michael Böpple   | C. Cabourg et C. Jaros                   |
| 1990  | Bregenz         | Theo Benz et Armin Prinz            | C. Cabourg et C. Jaros                | Matthias Schlecht et Michael Böpple      |
| 1991  | Brünn           | Matthias Schlecht et Michael Böpple | T. Benz et A. Prinz                   | C. Cabourg et C. Jaros                   |
| 1992  | Zurich          | Stefan Raaf et Michael Roth         | Matthias Schlecht et Michael Böpple   | C. Cabourg et C. Jaros                   |
| 1993  | HongKong        | Stefan Raaf et Michael Roth         | T. Benz et A. Prinz                   | M. Bachmann et D. Entner                 |
| 1994  | Saarbrücken     | Stefan Raaf et Michael Roth         | Michael et Heiko Rauch                | R. Zellweger et M. Schilt                |
| 1995  | Epinal          | Stefan Raaf et Michael Roth         | Michael et Heiko Rauch                | D. Balasek et M. Digon                   |
| 1996  | Johor Bahru     | Michael et Heiko Rauch              | Stefan Raaf et Michael Roth           | R. Zellweger et M. Schilt                |
| 1997  | Winterthur      | Michael et Heiko Rauch              | Stefan Raaf et Michael Roth           | R. Zellweger et M. Schilt                |
| 1998  | Prerov          | Stefan Raaf et Michael Roth         | F. Sonnemoser et P. Gilgenkrantz      | D. Balasek et M. Digon                   |
| 1999  | Madeira         | Michael et Heiko Rauch              | Stefan Raaf et Michael Roth           | F. Sonnemoser et P. Gilgenkrantz         |
| 2000  | Böblingen       | Stefan Raaf et Michael Roth         | Michael et Heiko Rauch                | D. Balasek et M. Digon                   |
| 2001  | Kaseda          | Simon Altvater et Nico Kunert       | Michael et Heiko Rauch                | Petr et Kamil Bartunek                   |
| 2002  | Dornbirn        | Simon Altvater et Nico Kunert       | Michael et Heiko Rauch                | Gebrüder Fritsch                         |
| 2003  | Schiltigheim    | Simon Altvater et Nico Kunert       | Michael et Heiko Rauch                | Petr et Kamil Bartunek                   |
| 2004  | Tata            | Simon Altvater et Nico Kunert       | Michael et Heiko Rauch                | Petr et Kamil Bartunek                   |
| 2005  | Fribourg        | Simon Altvater et Nico Kunert       | Felix et Jonas Niederberger           | Petr et Kamil Bartunek                   |
| 2006  | Chemnitz        | Simon Altvater et Nico Kunert       | Felix et Jonas Niederberger           | Petr et Kamil Bartunek                   |
| 2007  | Winterthour     | Felix et Jonas Niederberger         | Viktor Volk et Manuel Huber           | Beni Jost et Joel Schmid                 |
| 2008  | Dornbirn        | Viktor Volk et Manuel Huber         | Stefan Rauch et Ann-Kathrin Egert     | Joachim et Fabian Allgäuer               |
| 2009  | Tavira          | Stefan Rauch et Ann-Kathrin Egert   | Felix et Florian Blümmel              | Beni Jost et Joel Schmid                 |
| 2010  | Stuttgart       | Stefan Rauch et Ann-Kathrin Egert   | Felix et Florian Blümmel              | Hin Bon Ip et Pok Man Yu                 |
| 2011  | Kagoshima       | Luisa et Benedikt Bassmann          | Oliver et Daniel Gronbach             | Hin Bon Ip et Pok Man Yu                 |
| 2012  | Aschaffenburg   | Luisa et Benedikt Bassmann          | Oliver et Daniel Gronbach             | Hin Bon Ip et Pok Man Yu                 |
| 2013  | Bâle            | Andre Bugner et Benedikt Bugner     | Luisa Bassmann et Benedikt Bassmann   | Fabian Allgäuer et Adriana Mathis        |
| 2014  | Brünn           | Andre Bugner et Benedikt Bugner     | Fabian Allgäuer et Adriana Mathis     | Michael Rauch et Melissa Breitenbach     |
| 2015  | Johor Bahru     | Andre Bugner et Benedikt Bugner     | Stefanie Dietrich et Robert Schmidt   | Lukas Burri et Fabienne Hammerschmidt    |
| 2016  | Stuttgart       | Andre Bugner et Benedikt Bugner     | Serafin Schefold et Max Hanselmann    | Marcel Schnetzer et Jana Latzer          |
| 2017  | Dornbirn        | Serafin Schefold et Max Hanselmann  | Andre Bugner et Benedikt Bugner       | Lukas Burri et Fabienne Hammerschmidt    |
| 2018  | Liège           | Serafin Schefold et Max Hanselmann  | Lukas Burri et Fabienne Hammerschmidt | Patrick Tisch et Nina Stapf              |
| 2019  | Bâle            | Serafin Schefold et Max Hanselmann  | Andre Bugner et Benedikt Bugner       | Lukas Burri et Fabienne Hammerschmidt    |
| 2021  | Stuttgart       | Serafin Schefold et Max Hanselmann  | Lea-Victoria Styber et Nico Rödiger   | Katharina Kühne et Marcel Schnetzer      |
| 2022  | Gand            | Serafin Schefold et Max Hanselmann  | Lea-Victoria Styber et Nico Rödiger   | Katharina Kühne et Marcel Schnetzer      |
| 2023  | Glasgow         | Serafin Schefold et Max Hanselmann  | Lea-Victoria Styber et Nico Rödiger   | Lim Tsz Leung Ronald et Lim Tsz Him Jeff |
| 2024  | Brême           | Lea-Victoria Styber et Nico Rödiger | Niklas Kreuzmann et Celine Stapf      | Lim Tsz Hin et Lim Tsz Leung             |

## Cycle-ball

### Palmarès masculin

#### Podiums
| Année | Or                                                        | Argent                                                    | Bronze                                                    |
| ----- | --------------------------------------------------------- | --------------------------------------------------------- | --------------------------------------------------------- |
| 1930  | Allemagne Karl Berndt Willi Scheibe                       | Allemagne Georg Grebe Otto Pantle                         | France Charles Weichert Phillipe Weichert                 |
| 1931  | Allemagne Wilhelm Schreiber Eugen Blersch                 | Suisse Walter Osterwalter Walter Gabler                   | France Charles Weichert Phillipe Weichert                 |
| 1932  | Allemagne Wilhelm Schreiber Eugen Blersch                 | Suisse Walter Osterwalter Walter Gabler                   | France Ernest Heitz René Heitz                            |
| 1933  | Reich allemand Wilhelm Schreiber Eugen Blersch            | Suisse Walter Osterwalter Walter Gabler                   | France Charles Weichert Phillipe Weichert                 |
| 1934  | Reich allemand Wilhelm Schreiber Eugen Blersch            | Suisse Walter Osterwalter Walter Gabler                   | France Charles Weichert Phillipe Weichert                 |
| 1935  | Reich allemand Wilhelm Schreiber Eugen Blersch            | Suisse Walter Osterwalter Walter Gabler                   | France Charles Weichert Phillipe Weichert                 |
| 1936  | Reich allemand Gustav Köping Eugen Blersch                | Suisse Walter Osterwalter Walter Gabler                   | France Charles Weichert Phillipe Weichert                 |
| 1937  | Reich allemand Wilhelm Schreiber Eugen Blersch            | Suisse Walter Osterwalter Walter Gabler                   | France Charles Weichert Phillipe Weichert                 |
| 1938  | Reich allemand Gustav Köping Karl Schäfter                | Suisse Walter Osterwalter Walter Gabler                   | France Auguste Ferrand Alfred Doell                       |
| 1946  | Suisse Walter Osterwalter Walter Gabler                   | France Auguste Ferrand Alfred Doell                       | Tchéquie Jaroslav Novák Jan Novák                         |
| 1947  | Suisse Walter Osterwalter Jakob Engler                    | Tchéquie František Sedláček Bohumil Daneš                 | Belgique Josef Rogge Gaston Davos                         |
| 1948  | Tchéquie František Sedláček Bohumil Daneš                 | Suisse Walter Gebs Ottavio Zollet                         | France Marcel Amann Georges Ertz                          |
| 1949  | Suisse Walter Gebs Ottavio Zollet                         | France Auguste Ferrand Georges Ertz                       | Tchéquie František Sedláček Bohumil Daneš                 |
| 1950  | Suisse Walter Osterwalter Rudi Breitenmoser               | France Marcel Amann Georges Ertz                          | Belgique Gustave Tack Alphonse Bultynck                   |
| 1951  | Suisse Walter Osterwalter Rudi Breitenmoser               | Allemagne de l'Ouest Willi Pensel Rudi Pensel             | France Marcel Amann Auguste Ferrand                       |
| 1952  | Suisse Walter Osterwalter Rudi Breitenmoser               | Allemagne de l'Ouest Willi Pensel Rudi Pensel             | France Marcel Amann Auguste Ferrand                       |
| 1953  | Suisse Walter Osterwalter Rudi Breitenmoser               | Allemagne de l'Ouest Willi Pensel Rudi Pensel             | Tchéquie František Sedláček Jaroslav Novák                |
| 1954  | Suisse Walter Osterwalter Rudi Breitenmoser               | Allemagne de l'Ouest Willi Pensel Rudi Pensel             | Tchéquie František Sedláček Jaroslav Novák                |
| 1955  | Allemagne de l'Ouest Willi Pensel Rudi Pensel             | Tchéquie František Sedláček Jaroslav Novák                | Suisse Fritz Flachsmann Ottavio Zollet                    |
| 1956  | Suisse Walter Osterwalter Rudi Breitenmoser               | Allemagne de l'Ouest Willi Pensel Rudi Pensel             | Tchéquie František Sedláček Jaroslav Novák                |
| 1957  | Allemagne de l'Ouest Willi Pensel Rudi Pensel             | Suisse Walter Gebs Ottavio Zollet                         | Allemagne de l'Est Gerd Martin Gerhard Degenkolb          |
| 1958  | Allemagne de l'Est Gerd Martin Gerhard Degenkolb          | Suisse Georges Lienhard Rudi Breitenmoser                 | France Jean Wolff René Boeglin                            |
| 1959  | Allemagne de l'Ouest Karl Buchholz Oskar Buchholz         | Allemagne de l'Est Heinz Schneider Gerhard Landmann       | Tchéquie Zdeněk Birma Lubomír Špachmann                   |
| 1960  | Suisse Adolf Oberhänsli Erwin Oberhänsli                  | France Jean Wolff René Boeglin                            | Allemagne de l'Ouest Theo Drzewicki Erhard Stübner        |
| 1961  | Allemagne de l'Ouest Karl Buchholz Oskar Buchholz         | Allemagne de l'Est Gerd Martin Gerhard Degenkolb          | Tchéquie Jindřich Pospíšil Jaroslav Svoboda               |
| 1962  | Allemagne de l'Ouest Karl Buchholz Oskar Buchholz         | Tchéquie Jindřich Pospíšil Jaroslav Svoboda               | Suisse Georges Lienhard Rudi Breitenmoser                 |
| 1963  | Allemagne de l'Ouest Karl Buchholz Oskar Buchholz         | Suisse Adolf Oberhänsli Erwin Oberhänsli                  | Allemagne de l'Est Dieter Stolze Hans Stolze              |
| 1964  | Allemagne de l'Ouest Karl Buchholz Oskar Buchholz         | Tchéquie Jan Pospíšil Jindřich Pospíšil                   | France Jean Wolff René Boeglin                            |
| 1965  | Tchéquie Jan Pospíšil Jindřich Pospíšil                   | Allemagne de l'Est Gerd Martin Erich Dusin                | Allemagne de l'Ouest Werner Wenzel Günter Bittendorf      |
| 1966  | Allemagne de l'Est Gerd Martin Erich Dusin                | Allemagne de l'Ouest Werner Wenzel Günter Bittendorf      | Tchéquie Jan Pospíšil Jindřich Pospíšil                   |
| 1967  | Allemagne de l'Ouest Werner Wenzel Günter Bittendorf      | Tchéquie Jan Pospíšil Jindřich Pospíšil                   | Allemagne de l'Est Erich Emde Erich Dusin                 |
| 1968  | Tchéquie Jan Pospíšil Jindřich Pospíšil                   | Allemagne de l'Est Dieter Stolze Hans Stolze              | Allemagne de l'Ouest Werner Wenzel Günter Bittendorf      |
| 1969  | Tchéquie Jan Pospíšil Jindřich Pospíšil                   | Allemagne de l'Ouest Wolfgang Flackus Klaus Bernais       | Allemagne de l'Est Erich Emde Erich Dusin                 |
| 1970  | Tchéquie Jan Pospíšil Jindřich Pospíšil                   | Allemagne de l'Ouest Wolfgang Flackus Klaus Bernais       | Suisse Paul Oberhänsli Georg Meile                        |
| 1971  | Tchéquie Jan Pospíšil Jindřich Pospíšil                   | Allemagne de l'Ouest Wolfgang Flackus Klaus Bernais       | Suisse Peter Tschopp Bruno Moser                          |
| 1972  | Tchéquie Jan Pospíšil Jindřich Pospíšil                   | Allemagne de l'Ouest Wolfgang Flackus Klaus Bernais       | Suisse Jörg Osterwalder Hanspeter Maurer                  |
| 1973  | Tchéquie Jan Pospíšil Jindřich Pospíšil                   | Allemagne de l'Ouest Wolfgang Flackus Klaus Bernais       | Suisse Peter Tschopp Remo Stübi                           |
| 1974  | Tchéquie Jan Pospíšil Jindřich Pospíšil                   | Allemagne de l'Ouest Wolfgang Flackus Klaus Bernais       | Suisse Paul Oberhänsli Georg Meile                        |
| 1975  | Tchéquie Jan Pospíšil Jindřich Pospíšil                   | Allemagne de l'Ouest Wolfgang Flackus Klaus Bernais       | Suisse Paul Oberhänsli Georg Meile                        |
| 1976  | Tchéquie Jan Pospíšil Jindřich Pospíšil                   | Allemagne de l'Ouest Wolfgang Flackus Klaus Bernais       | Suisse Paul Oberhänsli Georg Meile                        |
| 1977  | Tchéquie Jan Pospíšil Jindřich Pospíšil                   | Allemagne de l'Ouest Hartmut Retlaff Rainer Will          | Suisse Beat Weber Bruno Moser                             |
| 1978  | Tchéquie Jan Pospíšil Jindřich Pospíšil                   | Suisse Paul Oberhänsli Georg Meile                        | Allemagne de l'Ouest Erwin Schmitt Klaus Schneider        |
| 1979  | Tchéquie Jan Pospíšil Jindřich Pospíšil                   | Suisse Paul Oberhänsli Jörg Osterwalder                   | Belgique Eric Tack Daniel van der Velde                   |
| 1980  | Tchéquie Jan Pospíšil Jindřich Pospíšil                   | Suisse Paul Oberhänsli Jörg Osterwalder                   | Allemagne de l'Ouest Hartmut Retzlaff Thomas Steinmeier   |
| 1981  | Tchéquie Jan Pospíšil Jindřich Pospíšil                   | Suisse Paul Oberhänsli Jörg Osterwalder                   | Allemagne de l'Ouest Erwin Schmitt Klaus Schneider        |
| 1982  | Allemagne de l'Ouest Andreas Steinmeier Thomas Steinmeier | Tchéquie Jan Pospíšil Jindřich Pospíšil                   | Suisse Markus Foi Luigi Foi                               |
| 1983  | Allemagne de l'Ouest Andreas Steinmeier Thomas Steinmeier | Tchéquie Jan Pospíšil Jindřich Pospíšil                   | Suisse Peter Kern Martin Zinser                           |
| 1984  | Tchéquie Jan Pospíšil Jindřich Pospíšil                   | Suisse Paul Oberhänsli Jörg Osterwalder                   | Allemagne de l'Ouest Andreas Steinmeier Thomas Steinmeier |
| 1985  | Tchéquie Jan Pospíšil Jindřich Pospíšil                   | Allemagne de l'Ouest Andreas Steinmeier Thomas Steinmeier | Suisse Paul Oberhänsli Jörg Osterwalder                   |
| 1986  | Tchéquie Jan Pospíšil Jindřich Pospíšil                   | Allemagne de l'Ouest Jürgen King Werner King              | Suisse Peter Kern Martin Zinser                           |
| 1987  | Tchéquie Jan Pospíšil Jindřich Pospíšil                   | Allemagne de l'Ouest Jürgen King Werner King              | Autriche Andreas Bösch Manfred Schneider                  |
| 1988  | Tchéquie Jan Pospíšil Jindřich Pospíšil                   | Allemagne de l'Ouest Frank Müller Manfred Geiler          | Autriche Andreas Bösch Gernot Fontain                     |
| 1989  | Tchéquie Miroslav Berger Miroslav Kratochvíl              | Allemagne de l'Ouest Jürgen King Werner King              | Autriche Andreas Bösch Manfred Schneider                  |
| 1990  | Allemagne de l'Ouest Andreas Steinmeier Thomas Steinmeier | Tchéquie Miroslav Berger Miroslav Kratochvíl              | Suisse Alfred Metzger Urs Suter                           |
| 1991  | Allemagne Jürgen King Werner King                         | Suisse Peter Kern Marcel Bosshart                         | Belgique Luc Mottet Rudy Covent                           |
| 1992  | Allemagne Jürgen King Werner King                         | Suisse Peter Kern Marcel Bosshart                         | Tchéquie Miroslav Berger Miroslav Kratochvíl              |
| 1993  | Suisse Peter Kern Marcel Bosshart                         | Autriche Marco Schallert Reinhard Schneider               | Allemagne Jürgen King Werner King                         |
| 1994  | Allemagne Jürgen King Werner King                         | Tchéquie Miroslav Berger Miroslav Kratochvíl              | Suisse Peter Kern Marcel Bosshart                         |
| 1995  | Suisse Peter Kern Marcel Bosshart                         | Tchéquie Miroslav Berger Miroslav Kratochvíl              | Belgique Luc Mottet Rudy Covent                           |
| 1996  | Suisse Peter Kern Marcel Bosshart                         | Allemagne Michael Lomuscio Sandro Lomuscio                | Autriche Rudolf Böhm Herbert Pischl                       |
| 1997  | Suisse Peter Kern Marcel Bosshart                         | Tchéquie Pavel Šmíd Oldřich Groch                         | Autriche Andreas Bösch Gernot Fontain                     |
| 1998  | Allemagne Jörg Latzel Karsten Hormann                     | Tchéquie Miroslav Berger Miroslav Kratochvíl              | Autriche Marco Schallert Dietmar Schneider                |
| 1999  | Suisse Christoph Hauri Peter Jiricek                      | Autriche Marco Schallert Dietmar Schneider                | Tchéquie Pavel Šmíd Petr Skotak                           |
| 2000  | Allemagne Michael Lomuscio Sandro Lomuscio                | Suisse Hanspeter Flachsmann Peter Jiricek                 | Autriche Marco Schallert Dietmar Schneider                |
| 2001  | Allemagne Michael Lomuscio Sandro Lomuscio                | Autriche Marco Schallert Dietmar Schneider                | Tchéquie Pavel Šmíd Petr Skotak                           |
| 2002  | Suisse Paul Looser Peter Jiricek                          | Autriche Marco Schallert Dietmar Schneider                | Tchéquie Pavel Šmíd Petr Skotak                           |
| 2003  | Tchéquie Miroslav Berger Jiří Hrdlička                    | Suisse Paul Looser Peter Jiricek                          | Autriche Andreas Lubetz Reinhard Schneider                |
| 2004  | Tchéquie Pavel Šmíd Petr Skotak                           | Suisse Paul Looser Peter Jiricek                          | Autriche Simon König Dietmar Schneider                    |
| 2005  | Allemagne Mike Pfaffenberger Steve Pfaffenberger          | Tchéquie Miroslav Berger Jiří Hrdlička                    | Autriche Simon König Dietmar Schneider                    |
| 2006  | Allemagne Christian Hess Thomas Abel                      | Tchéquie Jiří Böhm Jiří Hrdlička                          | Autriche Simon König Dietmar Schneider                    |
| 2007  | Allemagne Christian Hess Thomas Abel                      | Autriche Martin Lingg Markus Bröll                        | Suisse Timo Reichen Peter Jiricek                         |
| 2008  | Tchéquie Radim Hason Jiří Hrdlička                        | Allemagne Christian Hess Thomas Abel                      | Autriche Simon König Dietmar Schneider                    |
| 2009  | Suisse Marcel Waldispühl Peter Jiricek                    | Allemagne Uwe Berner Matthias König                       | Autriche Simon König Dietmar Schneider                    |
| 2010  | Allemagne Uwe Berner Matthias König                       | Suisse Marcel Waldispühl Peter Jiricek                    | Autriche Patrick Schnetzer Dietmar Schneider              |
| 2011  | Autriche Patrick Schnetzer Dietmar Schneider              | Suisse Roman Schneider Dominik Planzer                    | Allemagne Roman Müller Marco Rossmann                     |
| 2012  | Suisse Roman Schneider Dominik Planzer                    | Autriche Patrick Schnetzer Dietmar Schneider              | Allemagne Jens Krichbaum Marco Rossmann                   |
| 2013  | Autriche Patrick Schnetzer Markus Bröll                   | Allemagne Jens Krichbaum Marco Rossmann                   | Suisse Roman Schneider Dominik Planzer                    |
| 2014  | Autriche Patrick Schnetzer Markus Bröll                   | Suisse Roman Schneider Dominik Planzer                    | Tchéquie Pavel Smid Petr Skotak                           |
| 2015  | Autriche Patrick Schnetzer Markus Bröll                   | Suisse Roman Schneider Dominik Planzer                    | France Benjamin Meyer Quentin Seyfried                    |
| 2016  | Autriche Patrick Schnetzer Markus Bröll                   | Suisse Roman Schneider Dominik Planzer                    | Allemagne Bernd Mlady Gerhard Mlady                       |
| 2017  | Allemagne Bernd Mlady Gerhard Mlady                       | Autriche Patrick Schnetzer Markus Bröll                   | Suisse Roman Schneider Dominik Planzer                    |
| 2018  | Autriche Patrick Schnetzer Markus Bröll                   | Allemagne Bernd Mlady Gerhard Mlady                       | Suisse Roman Schneider Paul Looser                        |
| 2019  | Autriche Patrick Schnetzer Markus Bröll                   | Allemagne Bernd Mlady Gerhard Mlady                       | Tchéquie Jiří Hrdlička Pavel Loskot                       |
| 2021  | Allemagne Bernd Mlady Gerhard Mlady                       | Suisse Benjamin Waibel Severin Waibel                     | Autriche Patrick Schnetzer Stefan Feurstein               |
| 2022  | Autriche Patrick Schnetzer Stefan Feurstein               | Allemagne Bernd Mlady Gerhard Mlady                       | Suisse Benjamin Waibel Severin Waibel                     |
| 2023  | Allemagne Raphael Kopp André Kopp                         | Suisse Yannick Fröhlich Timon Fröhlich                    | Autriche Stefan Feurstein Patrick Schnetzer               |
| 2024  | Allemagne Raphael Kopp Bernd Mlady                        | Autriche Stefan Feurstein Patrick Schnetzer               | Suisse Severin Waibel Benjamin Waibel                     |

#### Tableau des médailles
Après l'édition 2024
Champions du monde multiples
| Pos | Coureur            | Pays                 | De   | À    | Or | Argent | Bronze | Total |
| --- | ------------------ | -------------------- | ---- | ---- | -- | ------ | ------ | ----- |
| 01  | Jindrich Pospisil  | Tchécoslovaquie      | 1961 | 1988 | 20 | 5      | 2      | 27    |
| 02  | Jan Pospisil       | Tchécoslovaquie      | 1964 | 1988 | 20 | 4      | 1      | 25    |
| 03  | Patrick Schnetzer  | Autriche             | 2010 | 2024 | 8  | 3      | 3      | 14    |
| 04  | Walter Osterwalter | Suisse               | 1931 | 1956 | 7  | 8      | 0      | 15    |
| 05  | Eugen Blersch      | Reich allemand       | 1931 | 1937 | 7  | 0      | 0      | 7     |
| 06  | Markus Bröll       | Autriche             | 2007 | 2019 | 6  | 2      | 0      | 8     |
| 07  | Rudi Breitenmoser  | Suisse               | 1950 | 1962 | 6  | 1      | 1      | 7     |
| 08  | Wilhelm Schreiber  | Reich allemand       | 1931 | 1937 | 6  | 0      | 0      | 6     |
| 09  | Karl Buchholz      | Allemagne de l'Ouest | 1959 | 1964 | 5  | 0      | 0      | 5     |
| 09  | Oskar Buchholz     | Allemagne de l'Ouest | 1959 | 1964 | 5  | 0      | 0      | 5     |
| 11  | Peter Kern         | Suisse               | 1983 | 1997 | 4  | 2      | 3      | 9     |
| 12  | Marcel Bosshart    | Suisse               | 1991 | 1997 | 4  | 2      | 1      | 7     |
| 13  | Peter Jiricek      | Suisse               | 1999 | 2010 | 3  | 4      | 1      | 8     |
| 14  | Jürgen King        | Allemagne            | 1986 | 1994 | 3  | 3      | 1      | 7     |
| 14  | Werner King        | Allemagne            | 1986 | 1994 | 3  | 3      | 1      | 7     |
| 14  | Bernd Mlady        | Allemagne            | 2016 | 2024 | 3  | 3      | 1      | 7     |
| 17  | Thomas Steinmeier  | Allemagne de l'Ouest | 1980 | 1990 | 3  | 1      | 2      | 6     |
| 18  | Andreas Steinmeier | Allemagne de l'Ouest | 1982 | 1990 | 3  | 1      | 1      | 5     |
| 19  | Miroslav Berger    | Tchéquie             | 1989 | 2005 | 2  | 5      | 1      | 8     |
| 20  | Rudi Pensel        | Allemagne de l'Ouest | 1951 | 1957 | 2  | 5      | 0      | 7     |
| 20  | Willi Pensel       | Allemagne de l'Ouest | 1951 | 1957 | 2  | 5      | 0      | 7     |
| 21  | Gerhard Mlady      | Allemagne            | 2016 | 2022 | 2  | 3      | 1      | 6     |
| 23  | Gerd Martin        | Allemagne de l'Est   | 1957 | 1966 | 2  | 2      | 1      | 5     |
| 24  | Jiri Hrdlicka      | Tchéquie             | 2003 | 2008 | 2  | 2      | 0      | 4     |
| 25  | Thomas Abel        | Allemagne            | 2006 | 2008 | 2  | 1      | 0      | 3     |
| 25  | Christian Hess     | Allemagne            | 2006 | 2008 | 2  | 1      | 0      | 3     |
| 25  | Michael Lomuscio   | Allemagne            | 1996 | 2001 | 2  | 1      | 0      | 3     |
| 25  | Sandro Lomuscio    | Allemagne            | 1996 | 2001 | 2  | 1      | 0      | 3     |
| 29  | Gustav Köping      | Reich allemand       | 1936 | 1938 | 2  | 0      | 0      | 2     |
| 29  | Raphael Kopp       | Allemagne            | 2023 | 2024 | 2  | 0      | 0      | 2     |

Par pays
| Pos | Pays               | Or | Argent | Bronze | Total |
| --- | ------------------ | -- | ------ | ------ | ----- |
| 1.  | Allemagne          | 34 | 28     | 11     | 73    |
| 2.  | Tchéquie           | 25 | 14     | 14     | 53    |
| 3.  | Suisse             | 18 | 29     | 22     | 69    |
| 4.  | Autriche           | 8  | 9      | 16     | 32    |
| 5.  | Allemagne de l'Est | 2  | 4      | 4      | 10    |
| 6.  | France             | 0  | 4      | 15     | 19    |
| 7.  | Belgique           | 0  | 0      | 5      | 5     |

### Palmarès féminin
| Année | Or                                       | Argent                                  | Bronze                                         |
| ----- | ---------------------------------------- | --------------------------------------- | ---------------------------------------------- |
| 2023  | Allemagne- Nadine Weber - Claire Feyler  | Japon- Sayaka Kizawa - Kana Murabayashi | Non attribuée                                  |
| 2024  | Allemagne- Judith Wolf - Danielle Holzer | Suisse- Sava Baumann - Chiara Dotoli    | Tchéquie- Veronika Kripnerová - Blanka Adamová |